# Антонювка (Опочинський повіт)
Антонювка (пол. Antoniówka) — село в Польщі, у гміні Славно Опочинського повіту Лодзинського воєводства.
Населення — 362 особи (2011).

## Демографія
Демографічна структура станом на 31 березня 2011 року:
|          | Загалом | Допрацездатний вік | Працездатний вік | Постпрацездатний вік |
| -------- | ------- | ------------------ | ---------------- | -------------------- |
| Чоловіки | 175     | 35                 | 126              | 14                   |
| Жінки    | 187     | 47                 | 99               | 41                   |
| Разом    | 362     | 82                 | 225              | 55                   |